# San Juan Bautista (Kalifornia)
San Juan Bautista – miasto w Stanach Zjednoczonych, w stanie Kalifornia, w hrabstwie San Benito.